# Hannibal (Roman)
Hannibal ist ein Roman von Thomas Harris und eine Fortsetzung des Welterfolges Das Schweigen der Lämmer, in dem der Autor das weitere – auch gemeinsame – Schicksal der Protagonisten Hannibal Lecter und der FBI-Agentin Clarice Starling schildert.
Inhaltlich stellt der Roman den letzten Teil der Handlung um Hannibal Lecter dar. Er folgt als Abschluss auf Hannibal Rising, Roter Drache und Das Schweigen der Lämmer.

## Inhalt
Bei einem von der Bundespolizistin Clarice Starling geleiteten Einsatz kommen so viele Menschen – Beamte wie Verbrecher – ums Leben, dass sie sich auf Geheiß des höchsten Vertreters ihrer Behörde beim Justizministerium bis auf weiteres minderen Aufgaben widmen muss, etwa der Frage, wer Dokumente und Andenken veräußert, die mit dem entflohenen Psychiater Hannibal Lecter zu tun haben.
Dieser wird unterdessen mit hohem Kopfgeldversprechen von Mason Verger, dem moralisch wie körperlich entarteten Erben eines Fleischereiimperiums, gesucht, um Rache für eine schwere Verstümmelung zu nehmen, zu der Hannibal ihn im Rausch überredet hat. Ein italienischer Kriminalkommissar entdeckt in dem neuen Kurator der florentinischen Capponi-Bibliothek den gesuchten Dr. Lecter und plant, sich mit Hilfe sardischer Entführer seiner zu bemächtigen. Ein Pornofilmer hat danach den Auftrag, für Verger zu filmen, wie Hannibal von wilden Schweinen lebendig gefressen wird.
Der Entführungsversuch scheitert indes an Hannibals Gewandtheit.
Der Kriminalkommissar kommt ums Leben, und der Filmer wird selbst von den Schweinen verspeist. Hannibal entkommt nach Amerika. Dort entwickelt Clarice Starling zusehends ein Gespür für seine exklusive Lebensart. Der höchste Vertreter ihrer Behörde beim Justizministerium, Paul Krendler, wird inzwischen von Verger mit dem Versprechen, seinen Wahlkampf für ein politisches Amt zu finanzieren, dafür gewonnen, Hannibal im Falle seiner Ergreifung auf jeden Fall der persönlichen Rache Vergers auszuliefern.
Clarices seelenverwandter Instinkt bringt sie ganz in die Nähe Hannibals, als dieser entführt wird, und sie folgt der Spur auf das Anwesen Vergers. Dort ist die Verspeisung Hannibals durch eigens dafür abgerichtete Schweine minutiös vorbereitet worden. Clarice gelingt es, einzuschreiten und Hannibal zu befreien, wobei fast alle Beteiligten früher oder später ein grausames Ende finden. Mason Verger kommt durch die Hand seiner Schwester Margot zu Tode. Sie schiebt ihrem Bruder seine Muräne in den Mund, welche ihn zerfleischt. Anschließend legt sie ihm Hannibals Haare, welche sie ihm zuvor ausgerissen hat auf das Bett, weil Hannibal es ihr geraten hat.
Nur den korrupten Vertreter von Clarices Behörde beim Justizministerium, Paul Krendler, der Clarice schon immer zusetzte, hebt Hannibal sich für ein besonderes Abendessen mit ihr auf. Er und Clarice verspeisen scheibchenweise Krendlers Gehirn, nachdem Hannibal ihn unter Drogen gesetzt und die Schädeldecke entfernt hat. Krendlers Verhalten wird durch die Reduzierung seines Gehirns immer kindischer und wird von den beiden als störend empfunden. Deshalb tötet Hannibal ihn mit einem gezielten Schuss seiner Armbrust ins Herz.
Danach begibt sie sich mit dem im Übrigen wohlhabenden Hannibal, welcher sich in sie verliebt hat, auf Weltreise, später zieht sie mit ihm in ein luxuriöses Haus nahe der französischen Botschaft von Argentinien.

## Verfilmung
2001 wurde der Roman von Ridley Scott verfilmt, allerdings mit einem für Hollywood akzeptablen Ende. In Hannibal spielten Julianne Moore und Anthony Hopkins die Rollen von Clarice Starling und Hannibal Lecter. Abgesehen vom abgeänderten Ende wurden auch die Figuren Jack Crawford und Margot Verger in Hannibal aus der Handlung entfernt.

## Ausgaben (Auswahl)
- Thomas Harris: Hannibal. Delacorte Press, New York 1999, ISBN 0-385-29929-X.
- Thomas Harris: Hannibal. Aus dem Amerikan. von Ulrich Bitz. Heyne-Verlag, München 1999, ISBN 3-453-43170-7.
- Thomas Harris: Hannibal. Aus dem Amerikanischen von Ulrich Bitz. Hoffmann & Campe, Hamburg 1999, ISBN 3-455-02688-5
- Thomas Harris: Hannibal. Hörbuch, gekürzte Fassung. Gelesen von Hansi Jochmann. Heyne-Verlag, München 1999, ISBN 3-453-17053-9